# ゼルンフタル鉄道BDe4/4 5-7形電車

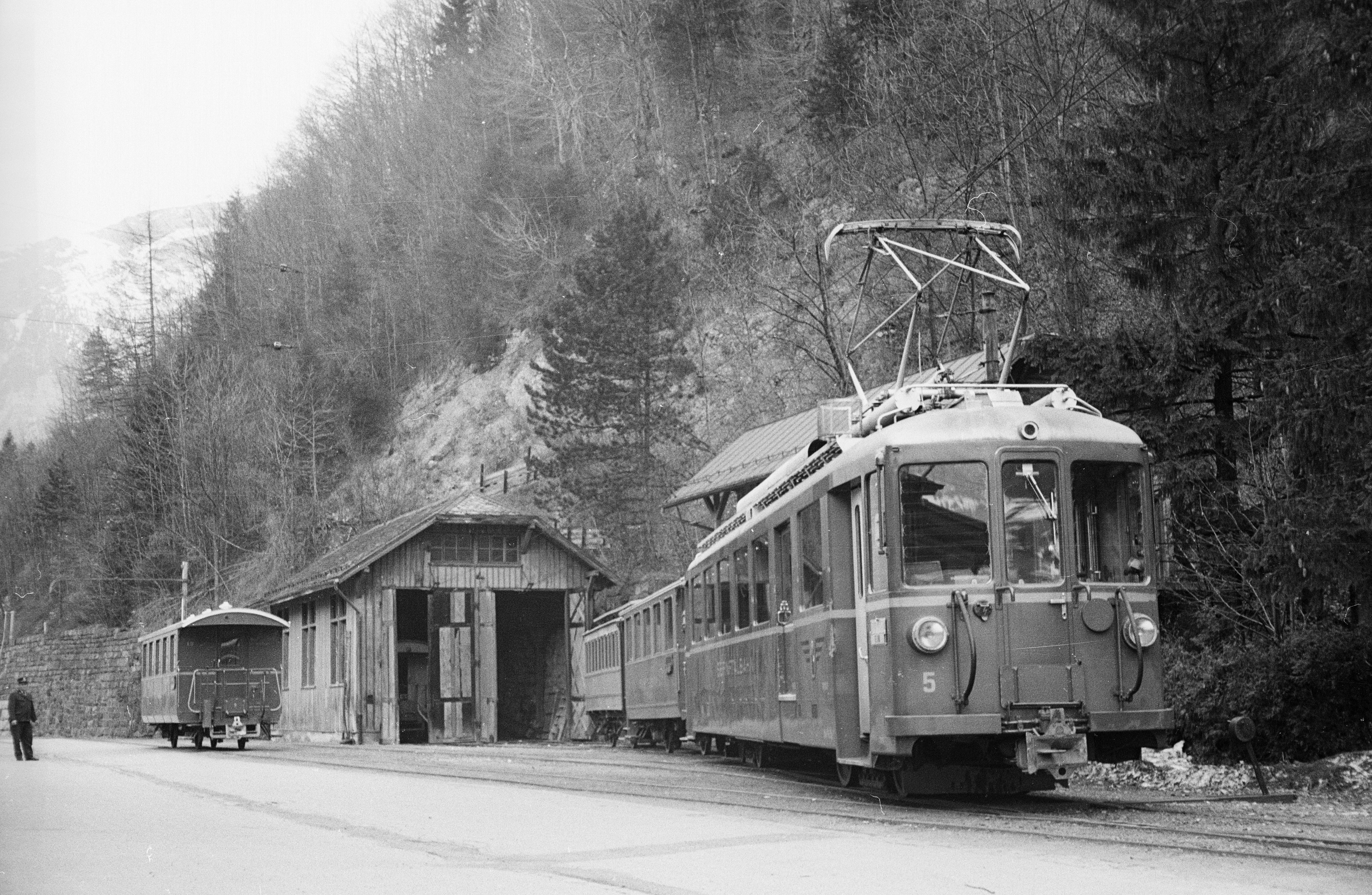
ゼルンフタル鉄道のBFe4/4 5号機（称号改正後のBDe4/4 5号機）、シュヴァンデン車庫、1967年

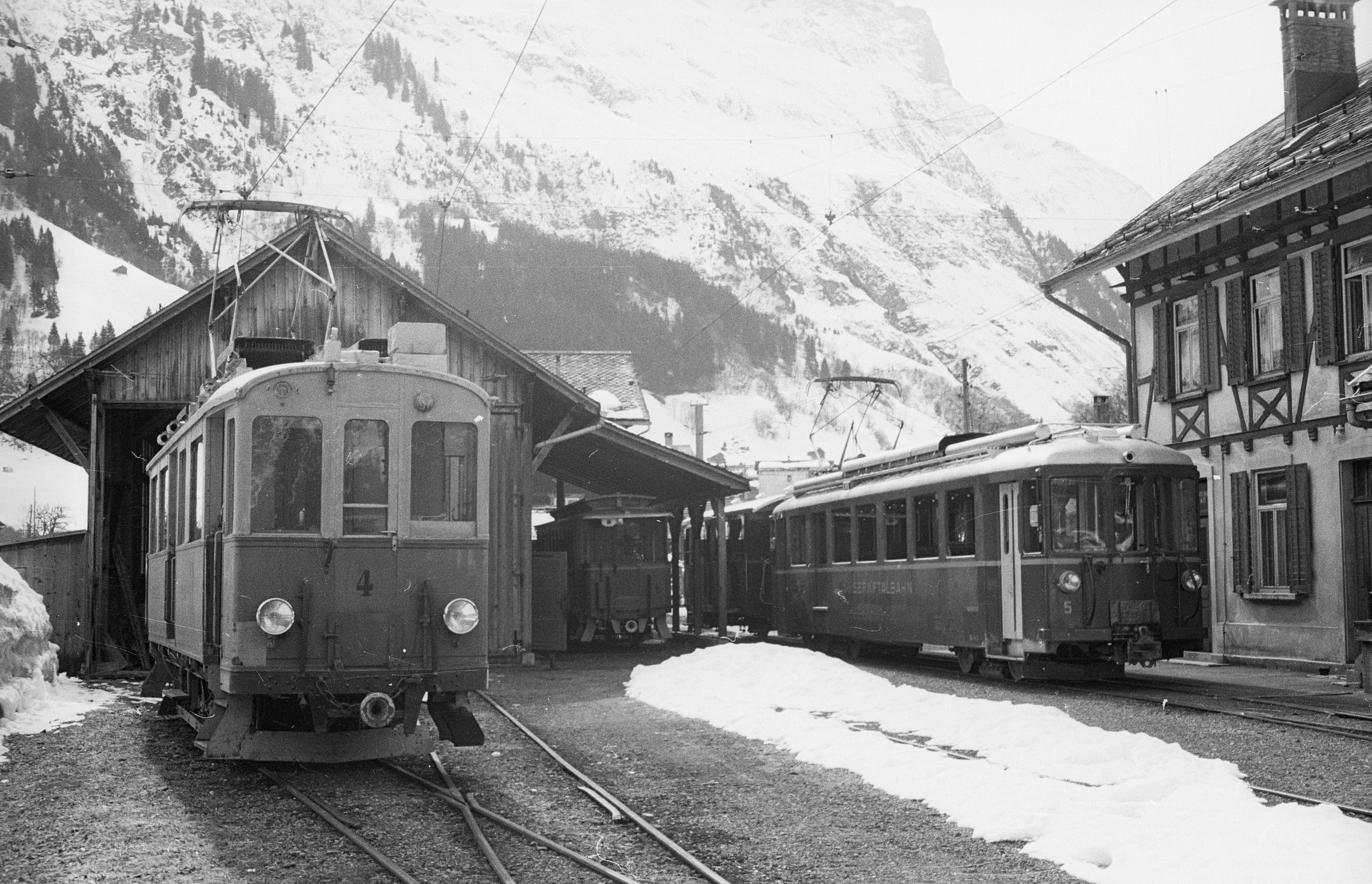
BDe2/2 4号機（左）と並ぶBFe4/4 5号機（右、称号改正後のBDe4/4 5号機）、シュヴァンデン車庫、1967年

ゼルンフタル鉄道BDe4/4 5-7形電車（ゼルンフタルてつどうBDe4/4 5-7がたでんしゃ）は、スイス東部のグラールス州の私鉄であったゼルンフタル鉄道で使用されていた2等/荷物合造電車である。
本機はCFe4/4 5-7形として製造されたものであるが、1956年、1962年の称号改正によりBDe4/4 5-7形となった。

## 概要
スイス東部グラールス州のゼルンフ谷（ゼルンフタル）沿いに1000mm軌間、全長13.8km路線を持っていたゼルンフタル鉄道は、沿線に大きな市街が無く、スレートが産出する以外には大きな産業も無かったことから自動車交通の発達などに伴い経営状況は良くなかったため、1905年の開業以来大幅な近代化は行われず、1930年代に至るまで開業以来の2軸3等（後の2等）/荷物合造電車であるCFe2/2 1-3形やその増備型のCFe2/2 4形、2軸荷物電車のFe2/2 21形が客車および貨車を牽引する列車で運行されていた。さらに、不況の影響により1930年代には輸送量が減少したため、1940年前後には本鉄道の存続が議論される状況となっていた。
しかしながら、1945年に連邦政府とグラールス州による支援によりゼルンフタル鉄道を存続することとして近代化がなされることとなり、その一環として2軸ボギー式の新しい電車3機の導入が決定し、1949年に本項で述べるCFe4/4形5-7号機が導入された。なお、本形式はスイスの鉄道における1956年の客室等級の1-3等の3段階から1-2等への2段階への統合とこれに伴う称号改正により、3等室が2等室となって形式記号もCからBに変更となって形式名がBFe4/4形となり、さらに1962年の称号改正により荷物室の形式記号がFからDに変更となったため、形式名がBDe4/4形となっている。
この機体は、全長16m級の2軸ボギー式3等・荷物合造電車であり、チューリッヒ近郊のフォルヒ鉄道が1948年に導入したCFe4/4 9-10形をベースに、乗降扉を片側3扉から2扉とし、荷物室を拡大した機体となっており、ベースとなったフォルヒ鉄道の機体と同じく、車体、台車、機械部分の製造をSWS、主電動機、電気機器の製造はMFOが担当しており、初期の軽量構造の鋼製車体に抵抗制御と直流電動機を組み合わせた制御装置を搭載して1時間定格出力294kWを発揮する。なお、各機体の機番、製造年、製造所は以下のとおり。
- 5 - 1949年 - SWS/MFO
- 6 - 1949年 - SWS/MFO
- 7 - 1949年 - SWS/MFO

## 仕様

### 車体・走行機器
- 車体はベースとなったフォルヒ鉄道の機体と基本的な構造やデザイン等が同一の両運転台式で、初期の軽量構造の車体であるが、外観上では車体形状や窓角部などが角ばり、幕板の狭い、当時のスイスでは比較的事例の少ない形態となっているほか、同時期の軽量車体の車両に多くあった窓下に型帯が入っていないという特徴がある。
- 正面は貫通扉付の3面折妻、3枚窓のスタイルで、正面下部左右に丸型の前照灯、貫通扉上部中央に標識灯が設置されている。連結器はゼルンフタル鉄道では初めて採用された車体取付の+GF+式[6]ピン・リンク式自動連結器で、従来のピン・リンク式連結器とも連結可能なものとなっている。なお、ゼルンフタル鉄道では本形式以外は連結器の交換がされず、従来のピン・リンク式連結器のままであったため、本形式同士を連結する場合を除き、ピン・リンク式連結器として使用されていた。そのほか、先頭部には暖房引通用の電気連結器と空気管用の連結ホースやバンパーが設置されるが、重連総括制御機能を持たないため、電気連結器は準備工事のみがなされている。
- 車内は前位側から運転室と乗降扉の設置されたデッキ（長さ2115 mm）、禁煙2等室（称号改正前の3等室、長さ4500 mm）、喫煙2等室（長さ3000 mm）、荷物室・乗降デッキ・運転室（長さ5150 mm）の構成となっており、窓扉配置は1D5D1D1（運転室窓-乗降扉-2等室窓-荷物扉-荷物室窓-乗降扉-運転室窓）、客室窓は幅1200 mm/高さ950 mm、運転室窓も同じく高さ950 mmの大型の下降窓、乗降扉は両開式2枚外開戸で乗降口下部には1段のステップが設置され、荷物扉は有効幅960 mmの片引戸となっている。
- 客室の座席は2+2列の4人掛けでシートピッチ1500 mm、木製ニス塗りで背摺りの低い固定式クロスシートで、喫煙および禁煙の2室の2等室にそれぞれ2ボックスと3ボックスずつ設置されており、座席定員は各室16および24名の計40名となっているほか、荷物室には自転車8台分の積載ラックが2組と折り畳み式座席が設置されている。
- 運転室は乗降デッキや荷物室と一室の開放式で、正面貫通路部に運転席があり、貫通路左側に丸型ハンドル式のマスターコントローラーが、右側に空気ブレーキ及び手ブレーキのハンドルが設置されるもので、ウィンドウワイパーも貫通扉窓にのみ設置されるほか、運転室両側横の窓にバックミラーが設置されている。
- このほか、屋根は片側車端部に菱形のパンタグラフを設置し、その他の部分の屋根上中央に大型の主抵抗器を、その前後に空気タンクを設置している。
- 車体塗装は全体を赤として窓下全周に黄色の細帯を入れたもので、側面下部の中央に黄色で「SERNFTALBAHN」のレタリングが、荷物室窓下部にグラールス州の紋章[7]と羽根のデザインを組み合わせたゼルンフタル鉄道のマークを設置している。また、正面左側の前照灯下に機番が入り、床下機器と台車がダークグレー、乗降扉と屋根および屋根上機器はライトグレーであった。
- 制御装置はMFO製の抵抗制御式で、4基の直流直巻整流子電動機を搭載して、これを電磁空気単位接触器式の主制御器で力行時は直列15段、並列11段、発電ブレーキ時は16段で制御して1時間定格出力294 kWの性能と70 km/hの最高速度を発揮するほか、電気ブレーキとして発電ブレーキを装備している。
- 台車は路面電車用の内側台枠方式、軸距2100 mmのもので、台車中央のレール面上にブレーキ力39.2 kNの電磁吸着ブレーキを、また、先頭部の台車下部に小型のスノープラウを装備している。また、ブレーキ装置はこのほかウエスティングハウス式自動空気ブレーキと手ブレーキを装備している。

### 主要諸元
- 軌間：1000 mm
- 電気方式：DC800 V 架空線式
- 最大寸法：全長15920 mm、車体幅2400 mm、屋根高3300 mm、全高3970 mm
- 軸配置：Bo'Bo'
- 台車中心間距離：8000 mm
- 台車軸距：2100 mm
- 動輪径：720 mm
- 自重：26.5 t
- 定員：2等40名（荷物室内の折畳席等を合わせると座席50名、立席50名）
- 走行装置
  - 主制御装置：抵抗制御
  - 主電動機：直流直巻整流子電動機×4台
  - 出力：294 kW（1時間定格）
- 最高速度：70 km/h
- ブレーキ装置：空気ブレーキ、手ブレーキ、発電ブレーキ、電磁吸着ブレーキ

## 運行・廃車
- 本形式が使用されるゼルンフタル鉄道は、スイス東部グラールス州中央を南北に流れるリント川沿いで標高521 m、スイス国鉄と接続するシュヴァンデンの街から、リント谷の支谷であるゼルンフ川のゼルンフ谷を遡り、途中工場のあるエンギ・フォルタードルフ、交換設備のあるワース、マットなど11駅を経由して標高962 mのエルムに至る軌間1000 mm、全長13.8 kmの路線であった。最急勾配は68パーミル、最急曲線半径は30mでトンネルはなく、橋梁も2か所のみであった。また、全線のうち13.5kmがゼルンフ川沿いの狭い街道との併用軌道になっており、多くの区間では街道の片側に軌道が敷設され、集落内など特に道路の幅員のないところでは軌道が道路幅一杯となる箇所もあった。
- 本形式は導入後単行もしくは客車および貨車を牽引する列車で運用されており、それまでの2軸単車のBDe2/2 1-3形およびBDe2/2 4形が最高速度25 km/hでの運転であったのに対し、本形式は45 km/h[8]での運転となり、全線の所要時間が52分から42分に短縮されている。牽引していた客車および貨車は以下の通りで、いずれも開業以来のものを中心とした2軸車で、客車は木造鋼板張り車体のもの計5両、貨車は木造車体のもの計19両であった。
  - 客車：B2 12-13形、 B2 14形、 B2 15形
  - 有蓋車：K 31-34形、K 35形、K 36形
  - 無蓋車： L 41-45形、L 46-47形、L 48-49形、L 50形、M 81形、M 82-83形
- ゼルンフタル鉄道沿線の産業は主に農業と畜産業のみで大きな観光地ともならず、古くからの産業であった沿線でのスレートの産出も1960年代までには終了し、沿線の輸送も自動車に移行しており、本形式導入後も状況は好転しなかった。また、毎年のように発生する土砂崩れと雪崩被害からの復旧や、自動車の増加によって併用軌道の維持にかかる費用が増加していた。このため、経営状況は芳しくなく、1935年の年間の旅客輸送人数163794人、貨物輸送量8579 t、1965年でも同じく294144人、5623 tという状況であった。その後、1968-69年の冬に雪崩で大きな被害を受けたことも契機となり、同年5月31日には廃止となり、ゼルンフタル鉄道から社名を変更したゼルンフタル交通のバスに転換されている。
- 後述の通りオーストリアのシュターン・ハッファール旅客交通ET 26.108形となっていた本形式のうち2両をゼルンフタル鉄道沿線であったエンギにあるゼルンフタル鉄道博物館[9]に戻して保存するプロジェクトが実施され、2016年9月30日には旧BDe4/4 6号機であるET26.109号機が同博物館まで陸送されてゼルンフタル鉄道で使用されていた当時の塗装に復元され、2017年7月には旧BDe4/4 5号機であるET26.110号機が当時の形態に復元された上で、同様にゼルンフタル鉄道博物館にの輸送されて展示されている。

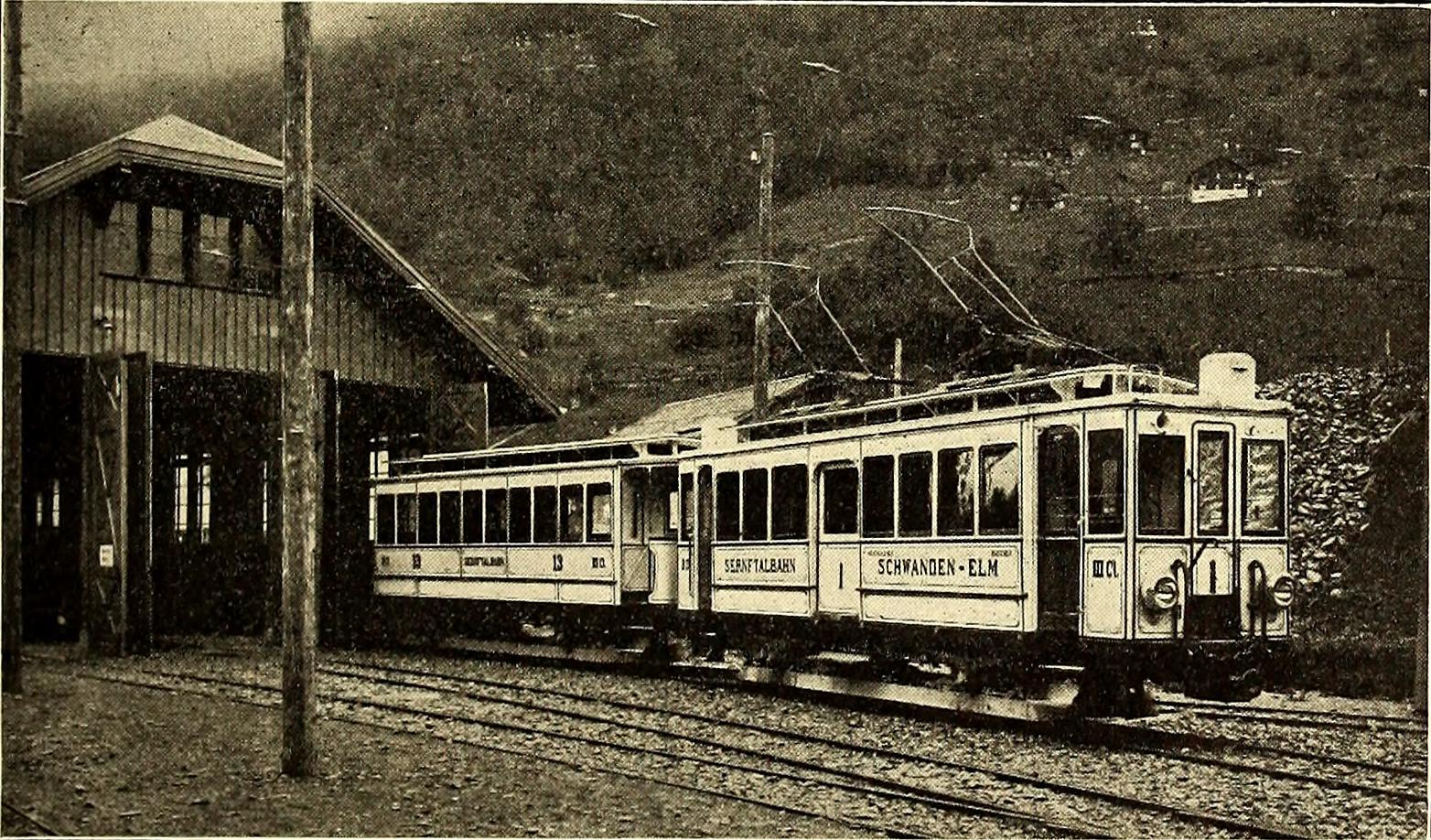
開業時に用意され、本形式の前に使用されていた2軸電車のBDe2/2 1号機、2軸客車のB2 13形号車を牽引している
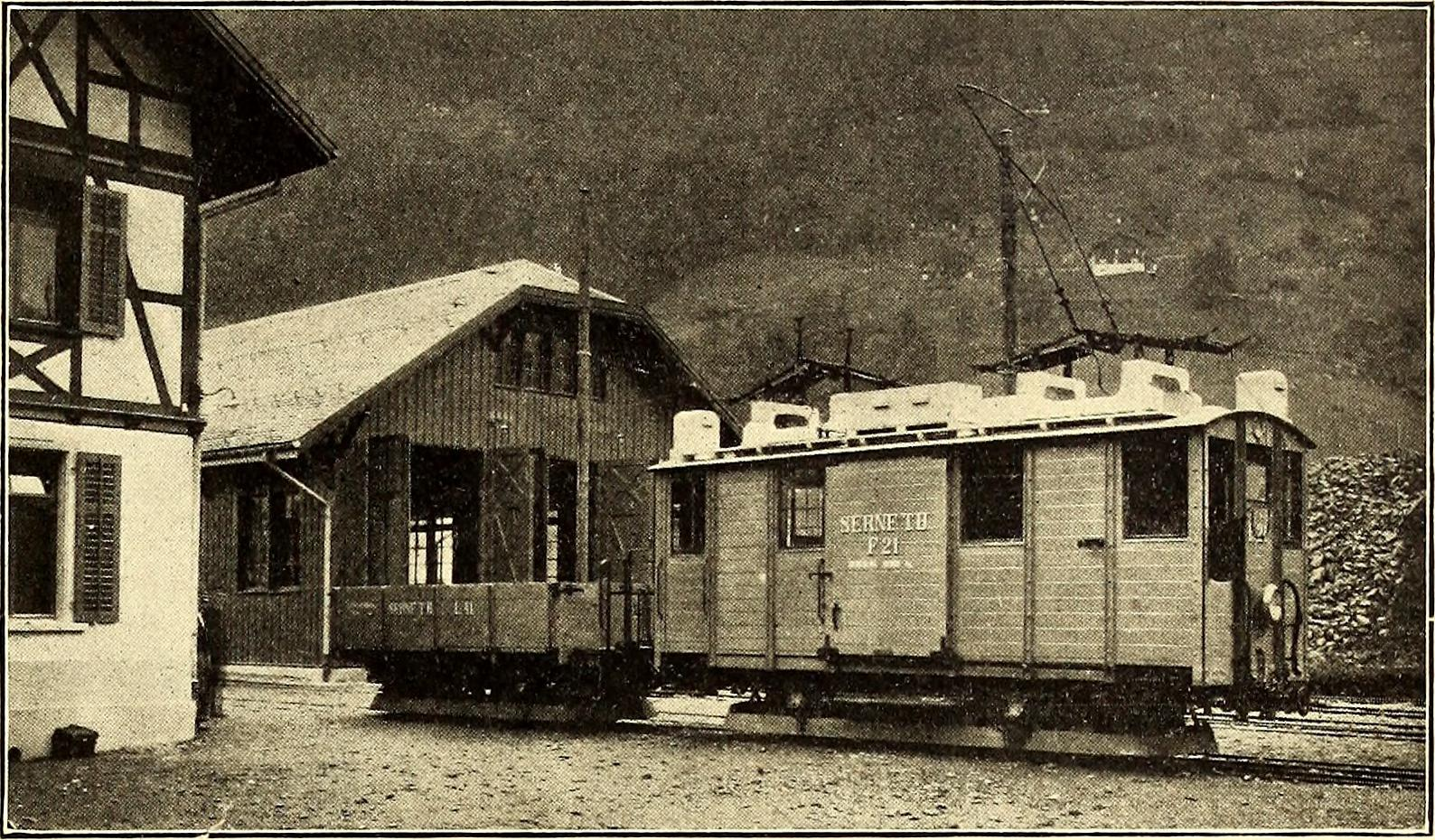
同じく開業時に用意されて、本形式の前に使用されていた2軸荷物電車のFe2/2 21号機
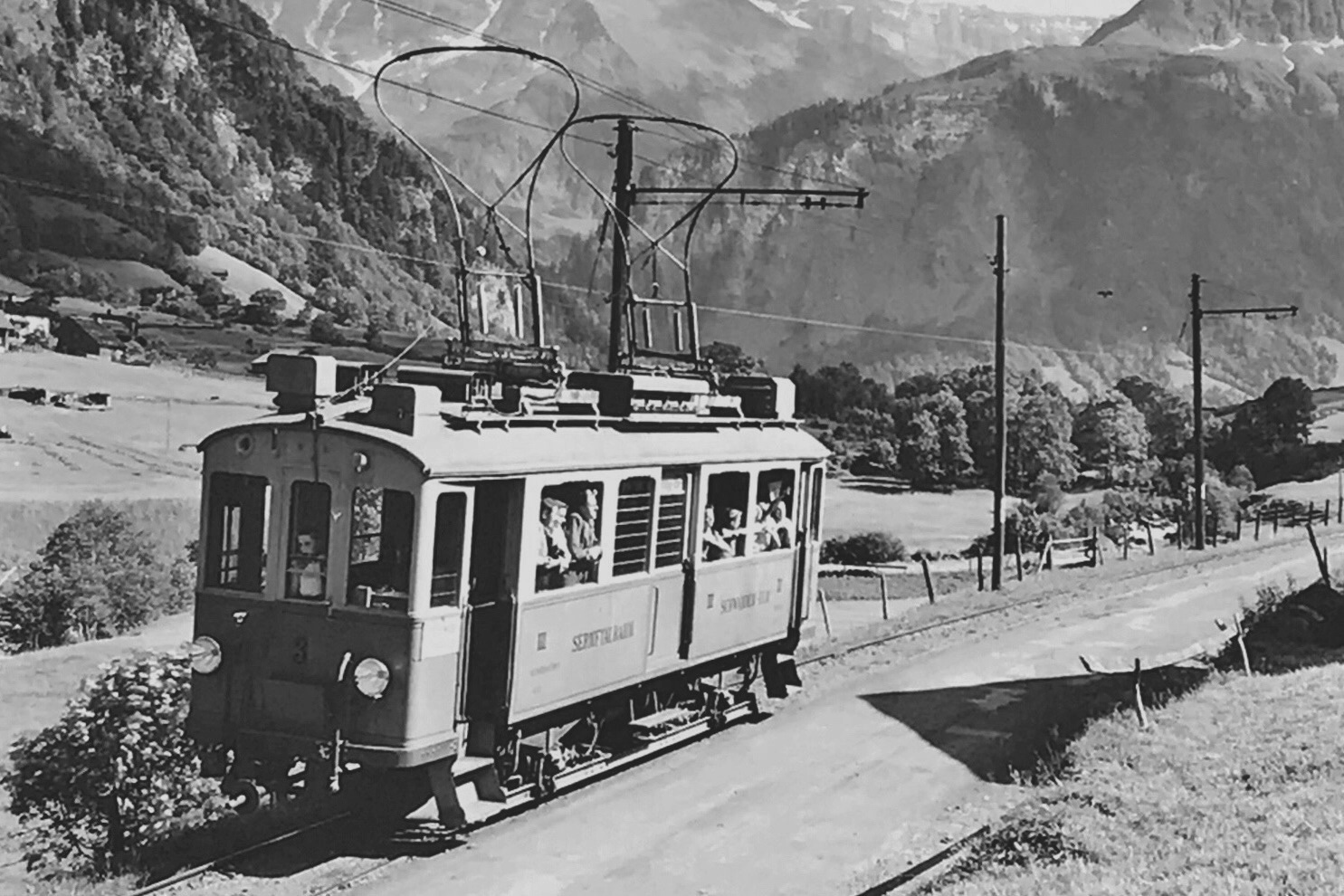
1928年に増備された2軸電車のBDe2/2 4号機、現在はブロネイ-シャンビィ博物館鉄道[10]で保管されている、1930年代

## シャブレ公共交通BDe4/4 111-113形
- ゼルンフタル鉄道のBDe4/4 5-7形は同鉄道の廃止後に3機ともエーグル-オロン-モンテイ-シャンペリ鉄道[11]に譲渡されてBDe4/4 111-113号機として運行されている。ゼルンフタル鉄道機番、エーグル-オロン-モンテイ-シャンペリ鉄道機番、同鉄道での機体名は以下の通り。
  - 5 - 111 - Collombey
  - 6 - 112 - Ollon
  - 7 - 113 - Aigle
- 同鉄道は1946年1月1日にモンテイ-シャンペリ-モルジャン鉄道[12]とエーグル-オロン-モンテイ鉄道[13]が合併してエーグル-オロン-モンテイ-シャンペリ鉄道となったもので、スイス国鉄のローザンヌ・ブリーク線のエーグルから、ローザンヌ - ブリーク線に並行する支線であるサン＝ジャンゴルフ - サン＝モーリス線のモンテイ駅付近のモンテイ=ヴィレ駅を経由してスキーリゾートとして知られる標高1043 mのシャンペリ=ヴィレッジまでを登っていた[14]山岳路線で、最急勾配は粘着区間で50パーミル、シュトループ式のラック式区間で135パーミルである。
- BDe4/4 111-113形は、連結器の+GF+方式からねじ式連結器への変更、車体塗装および標記の変更などの改造を実施した上で、平坦部の粘着区間であるエーグル - モンテイ=ヴィレ間で運行されていたが、1984年にバーゼルラント交通から譲受したBe4/4 11II-15II形に置き換えられ、BDe4/4 113号機が1985年に、111、112号機が1986年に廃車となっている。

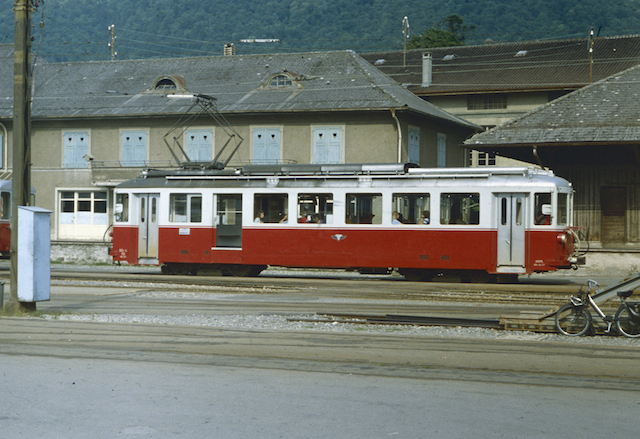
旧ゼルンフタル鉄道BDe4/4 5-7形を譲受したエーグル-オロン-モンテイ-シャンペリ鉄道（当時、現シャブレ公共交通）BDe4/4 111-113形
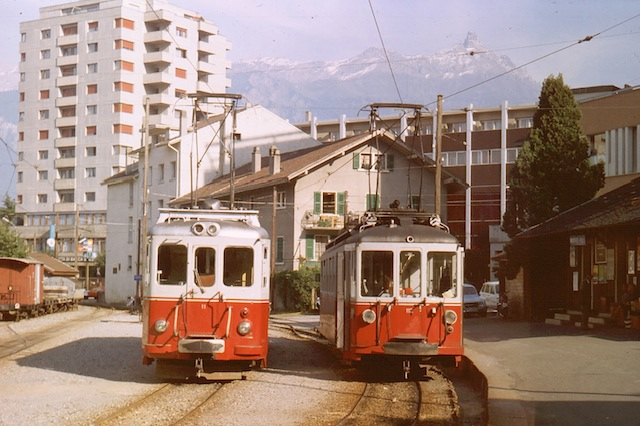
エーグル-オロン-モンテイ-シャンペリ鉄道に譲渡後のBDe4/4 111-113形（右）と同鉄道BDeh4/4 11-14形（左）、1979年
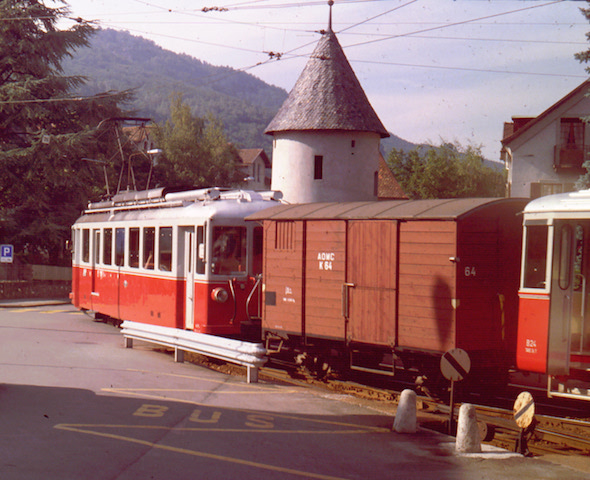
エーグル-オロン-モンテイ-シャンペリ鉄道に譲渡後のBDe4/4 111-113形が牽引する混合列車、1979年

## シュターン・ハッファール旅客交通ET 26.108形
- エーグル-オロン-モンテイ-シャンペリ鉄道のBDe4/4 111-113形は廃車後にオーストリアオーバーエスターライヒ州の私鉄であるシュターン・ハッファール旅客交通[15]に譲渡され、1985-86年にBDe4/4 113号機、112号機がフェクラマルクト - アッター湖地方線[16]のET26.108号機、109号となり、BDe4/4 111号機がグムンデン - フォルヒドルフ線のET23.108号機となっている。また、その後ET23.108号機は1989年に他の2機と同じフェクラマルクト - アッター湖地方線に移り、ET26.110号機に改番されている。ゼルンフタル鉄道機番、エーグル-オロン-モンテイ-シャンペリ鉄道機番、シュターン・ハッファール旅客交通形式機番は以下の通り。
  - 5 - 111 - ET23.108→ET26.110
  - 6 - 112 - ET26.109
  - 7 - 113 - ET26.108
- 同鉄道では、当初は連結器の交換と車体標記の変更程度の改造を実施したほかはエーグル-オロン-モンテイ-シャンペリ鉄道で使用されていた当時のままの形態で使用されていたが、その後車体塗装の変更、集電装置の増設、正面貫通扉の埋込み、車内外装備の更新などが実施されている。
- ET 26.108号機は1987年に火災により廃車となっている。また、残存しているET26 109号機および110号機も2016年には廃車とな利、前述の通りET26.109号機およびET26.110号機がゼルンフタル鉄道博物館に戻されて復元されている。

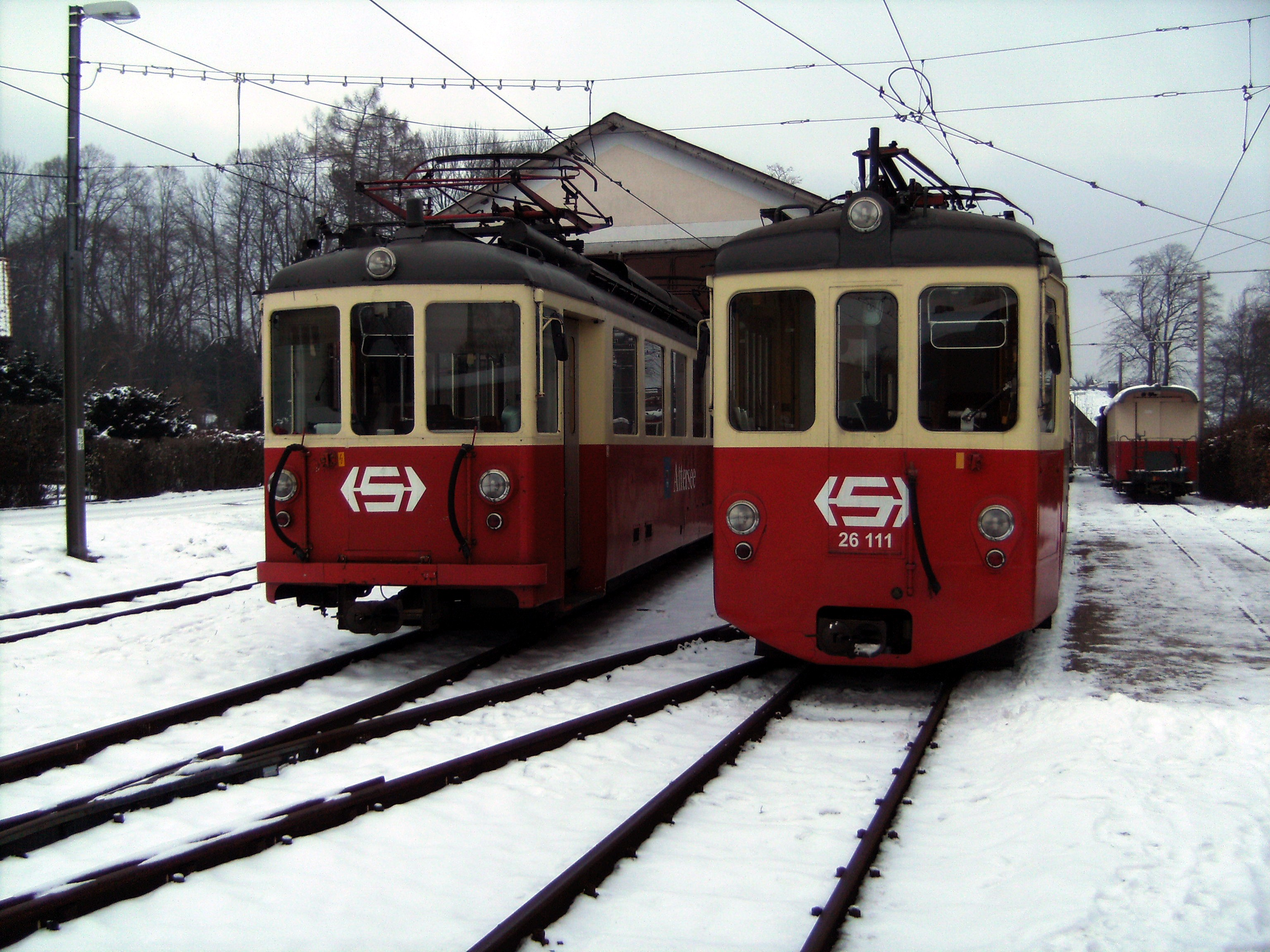
オーストリアのシュターン・ハッファール旅客交通に譲渡されてET 26.108形となった旧ゼルンフタル鉄道BDe4/4 5-7形（左）、右側は同じくスイスのバーゼルラント交通[17]から譲渡されてET26.111形となった旧Be4/4 8-9形[18]、2008年
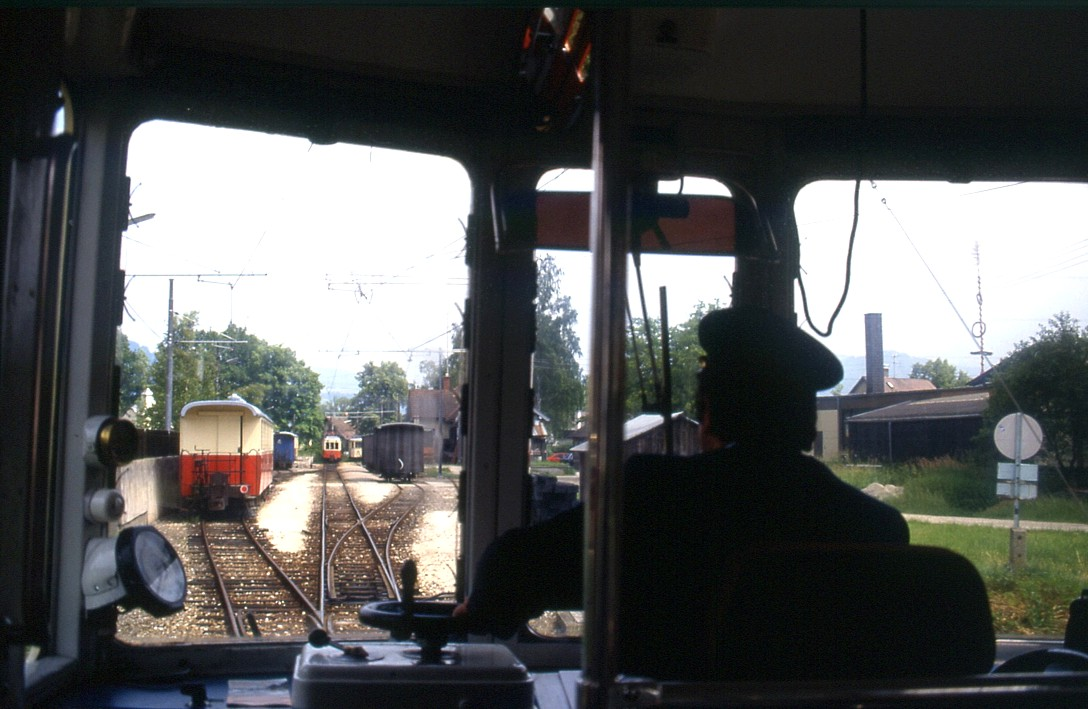
シュターン・ハッファール旅客交通に譲渡されたET 26.108形の運転台、中央の貫通路部分に運転席があり、貫通扉の左右に運転用機器が配置される
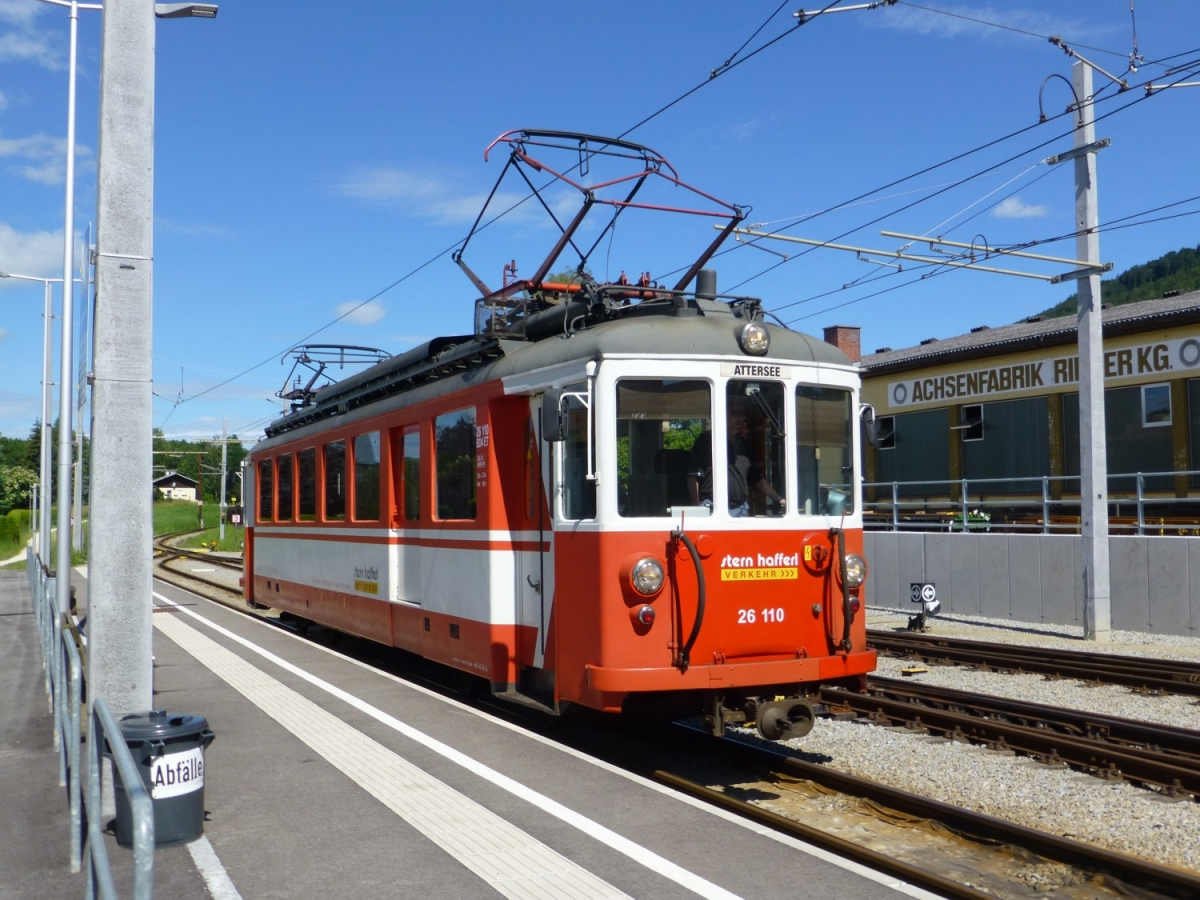
フェクラマルクト - アッター湖地方線で使用されるET26.110号機、2016年

## 同形機
- スイス最大の都市チューリッヒで、現在ではチューリッヒSバーンのS18系統として運行されている私鉄であるフォルヒ鉄道では、1948年にCFe4/4形9-10号機として、全長16m級の2軸ボギー式3等・荷物合造電車を導入している。この機体はゼルンフタル鉄道のBDe4/4 5-7形と比較して、下記の通りの差異がある。
  - 乗降扉が片側3扉でかつ4枚折戸であり、扉下部の固定式ステップの下に折畳式ステップが設置されている。
  - 正面上部に行先表示器が設置されている。
  - 重連総括制御機能を持ち、正面に制御回路引通し用の電気連結器を設置している。
  - 直通運転先であるチューリッヒ市交通局[19]のチューリッヒ・シュタデルホーフェン駅[20] - レーアルプ間の電化方式直流600 Vとフォルヒ鉄道レーアルプ - エスリンゲン間の直流1200 Vに対応した複電圧車となっている。
- フォルヒ鉄道は道路端に敷設されたの専用軌道区間の多い路線であり、最急勾配67パーミル、標高485 - 680 mの路線である。また、チューリッヒ市交通局の路面電車線と直通運転をしており、スイス国鉄[21]のチューリッヒ・シュタデルホーフェン駅前からレーアルプ間3.35 kmはチューリッヒ市交通局の11系統の一部区間、レーアルプからフォルヒおよびフォルヒ峠を経由してエスリンゲンまでチューリッヒから南東方面へ延びる13.06 kmの区間がフォルヒ鉄道線となっており、フォルヒ鉄道のほぼ全ての列車はチューリッヒ・シュタデルホーフェン駅まで直通運転してい る。
- 現在ではBDe4/4 10号機が歴史的車両として動態保存されており、同様に動態保存されている1912年製のCFe2/2 4号機や2軸付随車のC 11号車などと共に特別列車として運行されている。

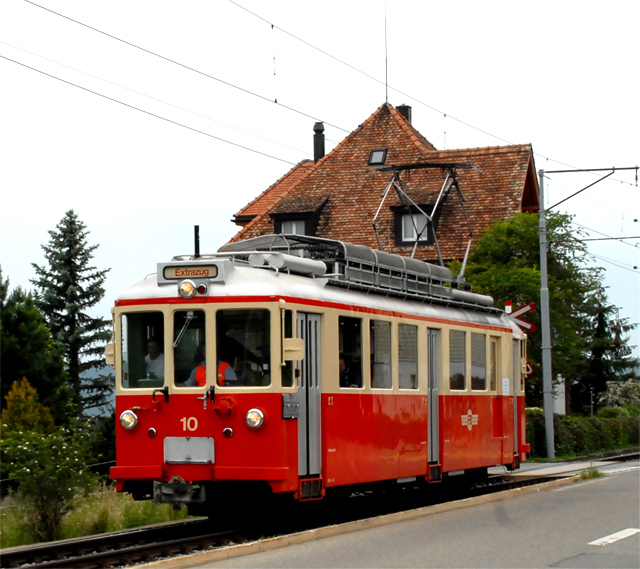
BDe4/4 10号機、動態保存機、2007年
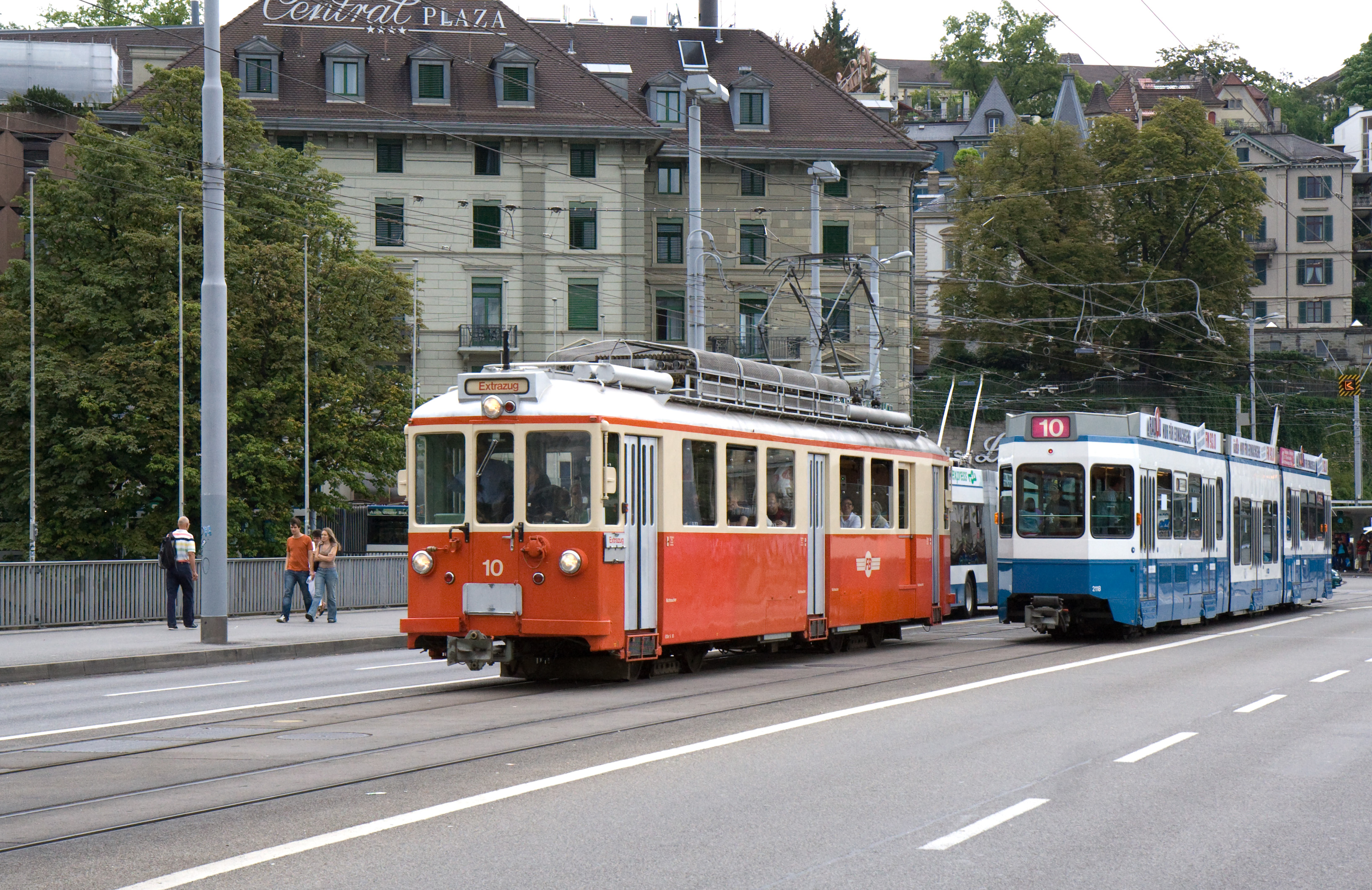
同じくBDe4/4 10号機、2008年